# Temporada 1988 del Campeonato de España de Rally de Tierra
La temporada 1988 fue la 6.º edición del Campeonato de España de Rally de Tierra. Comenzó el 19 de marzo en el Rally de Tierra de Lloret de Mar y terminó el 26 de noviembre en el Rally RACE-Madrid.

## Calendario
El calendario estaba compuesto de siete pruebas.
| N.º | Fecha            | Prueba                               | Notas |
| --- | ---------------- | ------------------------------------ | ----- |
| 1   | 19 de marzo      | 1.º Rally de Tierra de LLoret de Mar |       |
| 2   | 30 de abril      | Rally RACE Cósta Cálida              |       |
| 3   | 29 de mayo       | Rally RACE-La Rioja                  |       |
| 4   | 18 de junio      | 1.º Rally RACE Avilés                |       |
| 5   | 24 de septiembre | Rally RACE-Toledo                    |       |
| 6   | 24 de octubre    | Rally RACE-Balaguer                  |       |
| 7   | 26 de noviembre  | Rally RACE-Madrid                    |       |

## Equipos
| Equipo                | Vehículo                 | Piloto             | Copiloto             | Rondas            |
| Equipos oficiales     | Equipos oficiales        | Equipos oficiales  | Equipos oficiales    | Equipos oficiales |
| --------------------- | ------------------------ | ------------------ | -------------------- | ----------------- |
| SEAT Sport            | SEAT Ibiza Bimotor       | Josep María Servià | Lluis Corominas      | 1-7               |
| SEAT Sport            | SEAT Marbella Proto      | Antonio RIus       | Manuel Casanova      | 1, 4-5, 7         |
| Equipos privados      |                          |                    |                      |                   |
| Jolly Club            | Lancia Delta S4          | Gustavo Trelles    | Daniel Muzio         | 1-2, 4            |
| Jolly Club            | Lancia Delta S4          | Gustavo Trelles    | Manuel Ortiz-Mallo   | 3, 6              |
| Jolly Club            | Lancia Delta S4          | Gustavo Trelles    | Pedro García Sánchez | 5, 7              |
|                       | Citroën Visa 4x4         | Antonio Zanini     | Josep Autet          | 1-6               |
| Citroën AX 4x4        | 7                        | Antonio Zanini     | Josep Autet          |                   |
| Philips Auto Radio    | Renault 11 Turbo         | Guillermo Barreras | Ramón Mínguez        | 1-2               |
| Philips Auto Radio    | Renault 5 Maxi Turbo 4x4 | Guillermo Barreras | Ramón Mínguez        | 3-7               |
| Purolator Competición | Ford RS200               | Carlos Sainz       | Luis Rodríguez Moya  | 1, 3-5, 7         |

## Clasificación

### Campeonato de pilotos
| Pos. | Piloto              | LLM | COC | RIO | AVI | VLL | BAL | MAD | Puntos |
| ---- | ------------------- | --- | --- | --- | --- | --- | --- | --- | ------ |
| 1.   | Gustavo Trelles     | Ret | 1   | 2   | 2   | 1   | 1   | 1   | 153    |
| 2.   | Antonio Zanini      | 2   | 2   | 3   | Ret | Ret | 2   | 3   | 115    |
| 3.   | Josep María Servià  | 1   | 3   | 4   | 4   | 3   | 5   | Ret | 104    |
| 4.   | Guillermo Barreras  | 8   | Ret | 5   | 3   | 2   | Ret | 2   | 97     |
| 5.   | Carlos Sainz        | Ret |     | 1   | 1   | Ret |     | Ret | 64     |
| 6.   | Joan Arnella        | 10  | 14  | 12  | 10  | 10  | Ret |     | 55     |
| 7.   | Claudio Aldecoa     | 4   | Ret | 6   |     | 5   | 3   |     | 54     |
| 8.   | Enric Burrull       | Ret | 4   | 8   | 5   | 4   | 8   |     | 50     |
| 9.   | Ignacio Sunsundegui | 3   | 5   | 10  | 6   | 9   | 9   |     | 41     |
| 10.  | Patxi Arbeláiz      |     | 6   | 7   |     | 6   | 4   | 4   | 37     |
| 11.  | Sánchez J.          | 11  |     |     |     |     | 10  | 16  | 36     |
| 12.  | Antonio Rius        | Ret |     |     | 15  | Ret |     | 10  | 28     |
| 13.  | José Mora           |     |     | 13  | ?   | ?   |     |     | 27     |
| 14.  | Alfonso Maseras     | 9   |     | Ret | ?   | ?   |     | 14  | 24     |
| 15.  | Enrique Torres      | 17  |     |     |     |     |     |     | 18     |

### Campeonato de copilotos
| Pos. | Copiloto           | Puntos |
| ---- | ------------------ | ------ |
| 1.   | Josep Autet        | 95     |
| 2.   | Lluis Corominas    | 88     |
| 3.   | Ramón Mínguez      | 82     |
| 4.   | Luis Moya          | 64     |
| 5.   | Manuel Ortiz-Mallo | 64     |

### Agrupación II
| Pos. | Piloto          | Puntos |
| ---- | --------------- | ------ |
| 1.   | Joan Arnela     | 114    |
| 2.   | J. Sánchez      | 93     |
| 3.   | José Mora       | 65     |
| 4.   | Alfonso Maseras | 57     |
| 5.   | Enrique Torres  | 49     |

### Agrupación III
| Pos. | Piloto             | Puntos |
| ---- | ------------------ | ------ |
| 1.   | Gustavo Trelles    | 128    |
| 2.   | Antonio Zanini     | 95     |
| 3.   | Josep María Servià | 88     |
| 4.   | Guillermo Barreras | 82     |
| 5.   | Carlos Sainz       | 64     |